# さんかくぼうしのミンミン
さんかくぼうしのミンミンは、野島一成・谷澤伸幸（作）・林田秀一（絵）による子供向け絵本。企画・制作はキティ・フィルム。

## ストーリー概要
主人公である、不思議な女の子「ミンミン」が不思議な世界でできた友達「メタモー」と魔法の帽子に助けられながら、様々な冒険を通じて、「きまりごと」や「約束」、「友情」の大切さ、すばらしさを知ってゆくストーリー。
基本的には、お母さんやお父さんあとの「約束の大切さ」を子供に理解させるための「教育絵本」という位置付けであるが、クリエーター達が、ストーリー構成から色彩・イラスト背景の表現に至るまで、こだわりを見せ「遊び心」が随所に散りばめられている。
公式WEBサイトで哀川翔が、本の紹介をしている。

## 絵本の特徴
大人視点で「約束」の大切さを教え、単純に守らせるという狙いだけではなく、小さい子供の創造性を育み、自由な発想と可能性を広げさせる様な手法が取り込まれている。
すべてのページにキャラクターや動物と昆虫たちが盛り込まれていて、隠し絵本として、その動物や昆虫たちを見つけながら「ミンミン昆虫動物図鑑」と照らし合わせる事ができる。
本編の導入編となる「第0話　はじまりのお話」は付録DVDに「絵本アニメーション」として収録されている。ナレーションはクリス智子。
さんかくぼうしのミンミン主題歌」「ミンミン体操」（付録DVD）など音楽はcossamiが担当

## 登場キャラクター
- ミンミン - 青い帽子と赤い服を着用した、やんちゃでかわいい女の子
- メタモー - モコモコ、ふわふわとした黄色い不思議な生き物。性格は真面目。

## シリーズ
- 『さんかくぼうしのミンミン　DVD付　―モノマネソウのやくそく―』(2010/03) - ISBN 978-4-87031-988-2